# Araneus felinus
Araneus felinus este o specie de păianjeni din genul Araneus, familia Araneidae. A fost descrisă pentru prima dată de Butler, 1876.
Este endemică în Queensland. Conform Catalogue of Life specia Araneus felinus nu are subspecii cunoscute.